# Barbican à face rouge
Lybius rubrifacies
Espèce
Statut de conservation UICN

 NT  : Quasi menacé
Le Barbican à face rouge (Lybius rubrifacies) est une espèce d'oiseaux de la famille des Lybiidae, dont l'aire de répartition s'étend sur l'Ouganda, la Tanzanie, le Burundi et le Rwanda.